# 尼西亚弗洛雷斯塔
尼西亚弗洛雷斯塔是巴西北大河州的一个市镇。总面积306.051平方公里，总人口22814人，人口密度74.5人/平方公里。